# El Salvador Juniors
Das El Salvador Juniors (auch El Salvador Junior International genannt) ist im Badminton die offene internationale Meisterschaft von El Salvador für Junioren und damit das bedeutendste internationale Juniorenturnier in El Salvador. Es wurde erstmals im Juni 2024 ausgetragen.

## Die Sieger
| Saison | Herreneinzel        | Dameneinzel                   | Herrendoppel                                     | Damendoppel                                       | Mixed                                             |
| ------ | ------------------- | ----------------------------- | ------------------------------------------------ | ------------------------------------------------- | ------------------------------------------------- |
| 2024   | José Daniel Ochoa   | Sofia Junco Vasquez           | Guillermo Buendia Maldonado Jose Rendon Chirinos | Sofia Junco Vasquez Francesca Carozzi De Belaunde | Guillermo Buendia Maldonado Sofia Junco Vasquez   |
| 2025   | Umesh Lescano Konda | Francesca Carozzi De Belaunde | Melvin Calzadilla Henry Molina                   | Aliyah Urquhart Amara Urquhart                    | Umesh Lescano Konda Francesca Carozzi De Belaunde |